# Chase the world
「Chase the world」（チェイス・ザ・ワールド）は、May'nの6枚目のシングル。2012年5月9日に「リアル盤」がFlyingDogから、「アバター盤」がワーナー・ホーム・ビデオから発売された。

## 概要
前作「Brain Diver」から約6ヶ月ぶりのリリースとなる2012年1作目のシングルで、「Scarlet Ballet」以来の浅倉大介と井上秋緒とのコラボレーションである。表題曲「Chase the world」は、テレビアニメ『アクセル・ワールド』のオープニングテーマに使用された。今作は前作までと違い3種リリースで、初回限定盤と通常盤の「リアル盤」はMay'nの所属するFlyingDogからリリースされたが、アニメ盤の「アバター盤」は『アクセル・ワールド』の音楽制作を手掛けるワーナー・ホーム・ビデオからリリースされた。発売元が異なるためか、全体のマスタリングに違いが生じている（アバター盤の方が若干重低音寄り）。
初回限定盤には「Chase the world」のPVが、アバター盤には『アクセル・ワールド』のPVを収録したDVDがそれぞれ同梱されている。リアル盤のディスクジャケットにはMay'nが黒雪姫の羽を模した姿で写っており（カラーリングは、通常盤：緑、初回限定盤：紫）、アバター盤には愛敬由紀子による黒雪姫のイラストが描かれている。
2012年5月21日付オリコン週間シングルチャートで7位を獲得。1stシングル「キミシニタモウコトナカレ」以来となるトップ10入りを果たし自己最高位を更新した。初動売上は1.7万枚を記録し、4thシングル「Scarlet Ballet」の自己最高初動を更新。また、累計売上は3.4万枚を記録し、4thシングル「Scarlet Ballet」の自己最高セールスを更新した。なお、デイリーチャートでは5月8日付で5位を獲得している。

## 収録曲

### リアル盤
1. Chase the world ［3:42］
作詞：井上秋緒、作曲・編曲：浅倉大介
テレビアニメ『アクセル･ワールド』オープニングテーマ
May'n曰く「みんなの背中を押すような曲」となっており、原作を事前に読んで作品の世界観に溶け込んでいたため、メロディを聞いただけで原作のシーンが脳裏に浮かんですんなり歌えたという[5]。
2. 光 ［4:30］
作詞：真名杏樹、作曲：田中秀典、編曲：横山裕章
3. Chase the world （without May'n）
4. 光 （without May'n）

DVD（初回限定盤のみ）
1. Chase the world（Music Clip）

### アバター盤
1. Chase the world ［3:44］
2. Chase the world >BURST LINK Re-Mix>> ［5:19］
浅倉自身によるリミックスで、ツイッター上にて「自分が加速していくと音はどう聴こえる？的なアプローチから、加速した空間をイメージしてリミックスしました」との事。
3. Chase the world -without May'n-

DVD
1. アニメ「アクセル･ワールド」 Opening Video
2. アニメ「アクセル･ワールド」 Promotion Video